# Robert Zimmerling
Robert Zimmerling (* 30. August 1924 in Bremerhaven; † 14. März 2005 in Nörten-Hardenberg) war ein deutscher Schauspieler.

## Biografie
Zimmerling absolvierte seine Schauspielausbildung zunächst in Bremerhaven und später in Berlin, wo er auch seine ersten Engagements erhielt. Über viele Jahre spielte er am Deutschen Theater Göttingen.
Einem breiten Publikum wurde der Bühnenschauspieler Zimmerling erst im vorgerückten Alter bekannt, als er in der nach Motiven des niederdeutschen Schriftstellers Fritz Reuter gedrehten NDR-Serie Onkel Bräsig neben Fritz Hollenbeck (in der Titelrolle) mit dem Gutsinspektor Karl Hawermann die zweite Hauptrolle übernahm. Ab Ende der 1980er-Jahre spielte Zimmerling noch einige andere, sporadisch wiederkehrende Serienrollen wie den Oskar Huckstreter in der ZDF-Vorabendserie Der Landarzt. Daneben spielte er in Fernsehproduktionen wie in Egon Monks Mehrteiler Die Bertinis (nach dem gleichnamigen Roman von Ralph Giordano). Besonders populär war Zimmerling in seiner Rolle als Uhrmacher Hubert Koch, den er von Dezember 1988 (Folge 160) bis zu seinem Serientod im Juni 1996 (Folge 549) in der ARD-Serie Lindenstraße verkörperte.
Der passionierte Segler lebte zuletzt in Nörten-Hardenberg (Südniedersachsen). 

## Filmografie (Auswahl)
- 1959: Körners Vormittag
- 1967: Die Wupper
- 1978: Onkel Bräsig (nach Fritz Reuters Ut mine Stromtid)
- 1981: Landluft
- 1984: Auf einem langen Weg
- 1986: Novemberkatzen
- 1988: Der Krähenbaum
- 1988–1996: Lindenstraße (Fernsehserie)
- 1989: Die Bertinis (TV-Mehrteiler)
- 1989: Der Landarzt (Fernsehserie, 4 Folgen)
- 1995: Entführung aus der Lindenstraße
- 1996: Die Wache (Fernsehserie, 1 Folge)
- 1997: Alphateam – Die Lebensretter im OP (Fernsehserie, 2 Folgen)
- 1998: Stadtklinik (Fernsehserie, 2 Folgen)
- 1998–2004: Die Rettungsflieger (Fernsehserie, 2 Folgen, verschiedene Rollen)
- 2000: Das gestohlene Leben
- 2002: Tatort: Undercover
- 2005: Der Bernsteinfischer